# La Cruz de Río Grande
La Cruz de Río Grande è un comune del Nicaragua facente parte della Regione Autonoma della costa caraibica meridionale.